# Бібліотека ординації Красінських у Варшаві
Бібліотека ординації Красінських у Варшаві (пол. Biblioteka Ordynacji Krasińskich w Warszawie) — бібліотека, що існувала у 1844-1944 роках. Її засновником був граф Вінцентій Красінський, який з початку XIX століття збирав мистецькі, музейні та бібліотечні колекції. Останнє місце розташування бібліотеки — спеціально збудована будівля на вулиці Окульніка, 9 у Варшаві.
25 жовтня 1944 року, після капітуляції Варшавського повстання, він був спалений німцями, всупереч договору про капітуляцію від 3 жовтня 1944 року, який забезпечував захист пам'яток, бібліотек та архівних фондів окупаційними силами.